# Dick Simon
Richard Raymond "Dick" Simon (ur. 21 września 1933 roku w Sandy w stanie Utah) – amerykański kierowca wyścigowy.
Urodził się w rodzinie farmerskiej w stanie Utah. W 1963 roku wyjechał do Kalifornii, gdzie zajmował się nurkowaniem oraz skokami na spadochronie. W 1969 roku rozpoczął karierę wyścigową.

## USAC / CART
W latach 1969–1988 wziął udział w 183 wyścigach serii USAC National Championship oraz CART. Jego najlepszym wynikiem było trzecie miejsce na torze Ontario Motor Speedway w 1970 roku. Zajmuje drugie miejsce na liście wszech czasów pod względem ilości startów bez odniesionego zwycięstwa (liderem jest Raúl Boesel, który wziął udział w 199 wyścigach).
W 1983 roku założył własny zespół, Dick Simon Racing, który startował w serii CART do 1995 roku. Najlepszym sezonem ekipy był 1993, gdy Raúl Boesel zajął piąte miejsce w klasyfikacji generalnej. Od 1996 roku zespół występował w Indy Racing League.
W 1997 roku Simon sprzedał większość udziałów Andy Evansowi, ale powrócił do zarządzania ekipą dwa lata później. Wobec niemożliwości pozyskania sponsorów zespół wycofał się ze startów po Indianapolis 500 w 2001 roku.

## Starty w Indianapolis 500
| Rok  | Nadwozie  | Silnik      | Start | Wynik | Uwagi                  |
| ---- | --------- | ----------- | ----- | ----- | ---------------------- |
| 1970 | Vollstedt | Ford        | 31    | 14    |                        |
| 1971 | Vollstedt | Ford        | 33    | 14    |                        |
| 1972 | Lola      | Foyt        | 23    | 13    |                        |
| 1973 | Eagle     | Foyt        | 27    | 14    | Tłok silnika           |
| 1974 | Eagle     | Foyt        | 10    | 33    | Zawór silnika          |
| 1975 | Eagle     | Foyt        | 30    | 21    |                        |
| 1976 | Vollstedt | Offenhauser | 16    | 32    | Korbowód               |
| 1977 | Lightning | Offenhauser | 30    | 31    | Silnik                 |
| 1978 | Vollstedt | Offenhauser | 10    | 19    | Łożysko koła           |
| 1979 | Vollstedt | Offenhauser | 20    | 26    | Sprzęgło               |
| 1980 | Vollstedt | Offenhauser | 29    | 22    | Zgubił koło            |
| 1981 | Watson    | Offenhauser |       |       | Nie zakwalifikował się |
| 1982 | Watson    | Cosworth    |       |       | Nie zakwalifikował się |
| 1983 | March     | Cosworth    | 20    | 15    |                        |
| 1984 | March     | Cosworth    | 20    | 23    |                        |
| 1985 | March     | Cosworth    | 14    | 26    | Ciśnienie oleju        |
| 1986 | Lola      | Cosworth    | 33    | 14    |                        |
| 1987 | Lola      | Cosworth    | 6     | 6     |                        |
| 1988 | Lola      | Cosworth    | 16    | 9     |                        |

## Życie prywatne
Żonaty z Dianne. Na stałe mieszka w San Juan Capistrano w stanie Kalifornia. Po wycofaniu się z wyścigów samochodowych, zajął się handlem jachtami.